# Евърли Брадърс
„Евърли Брадърс“ (на английски: The Everly Brothers) е американски дует, съставен от братята Дон и Фил Евърли, китаристи и вокалисти.
Дебютират през 1956 година и постигат значителен успех и популярност през 1950-те и 1960-те години. Придържат се към традициите на рокабили и кънтри, но оказват значително влияние върху групи и изпълнители като Бийтълс, Бийч Бойс и Саймън и Гарфънкъл. През 1986 година те са в първата група изпълнители, включени в залата на славата на рокендрола. Много от техните песни се изкачват до върха на класациите.
През 1997 година дуетът получава почетна Грами награда. През 2004 година списанието Rolling Stone ги поставя на 33-то място в списъка на 50 най-добри изпълнители за всички времена.

## Семейство и образование
Дон е роден в Брауни, окръг Мъленбърг, в Кентъки, през 1937 г. Брат му Фил се появява на бял свят 2 години по-късно, този път в Чикаго, щата Илинойс. Техният баща Айзък (Айк) Милфърд Еверли – младши (1908 – 1975) има нюх към китарата, и е женен за Маргарет Ембри Евърли. Актьорът Джеймс Бест (роден като Джулс Гай) също е от Мълънбърг и е племенник на Айк. Маргарет е на 15, когато се жени за Айк, тогава на 26 години. Айк и Маргарет пеят заедно. Братята Евърли прекарват голяма част от детството си в Шенандоу, щата Айова. Те са ученици в Началното училище „Лонгфелоу“ в Уотърло, Айова, в рамките на 1 година, но по-късно се преместват в Шенандоу през 1944 г., където изкарват първите години от гимназиалното си обучение.
Айк Евърли има предаване по КМА и КФНФ в Шенандоу в средата на 40-те, първо със съпругата си, после и със синовете си. Братята изпяват Little Donnie and Baby Boy Phil по радиото. Семейството се афишира като Евърли Фемили. Айк и китаристите Мърл Травис, Моуз Рейгър и Кенеди Джоунс са почетени с изграждането на фонтана „Четири легенди“ в Дрейксборо, Кентъки, през 1992 г.
Семейството се мести в Ноксвил, щата Тенеси, през 1953 г. Братята са приети, съответно, в местната гимназия Уест. През 1955 г. семейството се мести в Медисън, Тенеси, а братята отиват в Нешвил, столица на Тенеси. Дон завършва гимназията през 1955 г., а Фил се обучава в Демонстративното училище „Пийбоди“, което завършва през 1957 г. След тези събития двамата братя вече могат да се посветят на музиката.

## Наследство
Музиката на Евърли Брадърс оказва влияние върху Бийтълс, които се самоназовават „Английските Евърли Брадърс“, когато Пол и Джон пътуват на юг на автостоп за един конкурс за таланти, и базират вокалния аранжимент на Please Please Me върху Cathy's Clown. Кийт Ричардс нарича Дон Евърли „един от най-прецизните ритъм китаристи“. Пол Саймън, който работи с братята на Graceland, казва след смъртта на Фил: „Фил и Дон бяха най-красиво звучащото дуо, което някога съм чувал. И двамата имаха чисти и лирични гласове. Евърли бяха на кръстопътя между кънтрито и ритъм енд блуса. Те бяха свидетели и участници при раждането на рокендрола.“